# Districte de París
El Districte de París és l'únic districte del departament de París, a la regió de l'Illa de França. Té 20 cantons (anomenats també districtes municipals) i un únic municipi, París, que és la capital.